# هيستر كابلان
هيستر كابلان (بالإنجليزية: Hester Kaplan)‏ (31 مايو 1959)؛ روائية أمريكية. درست في كلية بارنارد.